# Bacchante et Chèvre
Pour les articles homonymes, voir Bacchante et Chèvre (homonymie).
Bacchante et chèvre ou Bacchante à la chèvre est un groupe en marbre réalisée par Félix Soulès en 1896, située dans le jardin de l'École des beaux-arts de Bordeaux et appartenant aux collections du musée des Beaux-Arts de cette ville.

## Description
Soulevée par les coups de tête d'une chèvre, une bacchante nue et riante est renversée sur un rocher.

## Historique de l'œuvre
Félix Soulès expose le modèle en plâtre de ce groupe sous le titre Satyre et bacchante au Salon des artistes français de 1892. L'artiste sollicite le ministre de l'Instruction publique et des Beaux-Arts pour son achat par l'État et demande son appui à Armand Fallières, alors président du Sénat. L'administration des Beaux-Arts décide d'acquérir le plâtre préparatoire le 8 juillet 1892 pour la somme de 2 500 francs et le bloc de marbre pour sa réalisation pour un montant de 10 000 francs. L'arrêté de commande est passé le 29 juillet 1893. Le modèle en plâtre est détérioré lors de son transport au Dépôt des ouvrages d'art en 1897 et est complètement détruit lors de l'inondation de Paris en février 1910.
Le groupe en marbre a subi des modifications par rapport au modèle en plâtre par suite d'erreurs dans la mise aux points. L'œuvre est exposée sous le titre Bacchante à la chèvre au Salon des artistes français de 1896 et au Salon des artistes français de 1897, puis déposée au musée des Beaux-Arts de Bordeaux le 5 avril 1898. En 1897, l'artiste est autorisé à exécuter une réduction d'après le plâtre.
Transféré par la suite dans le jardin de l'École des beaux-arts de Bordeaux, le marbre est aujourd'hui très abimé.

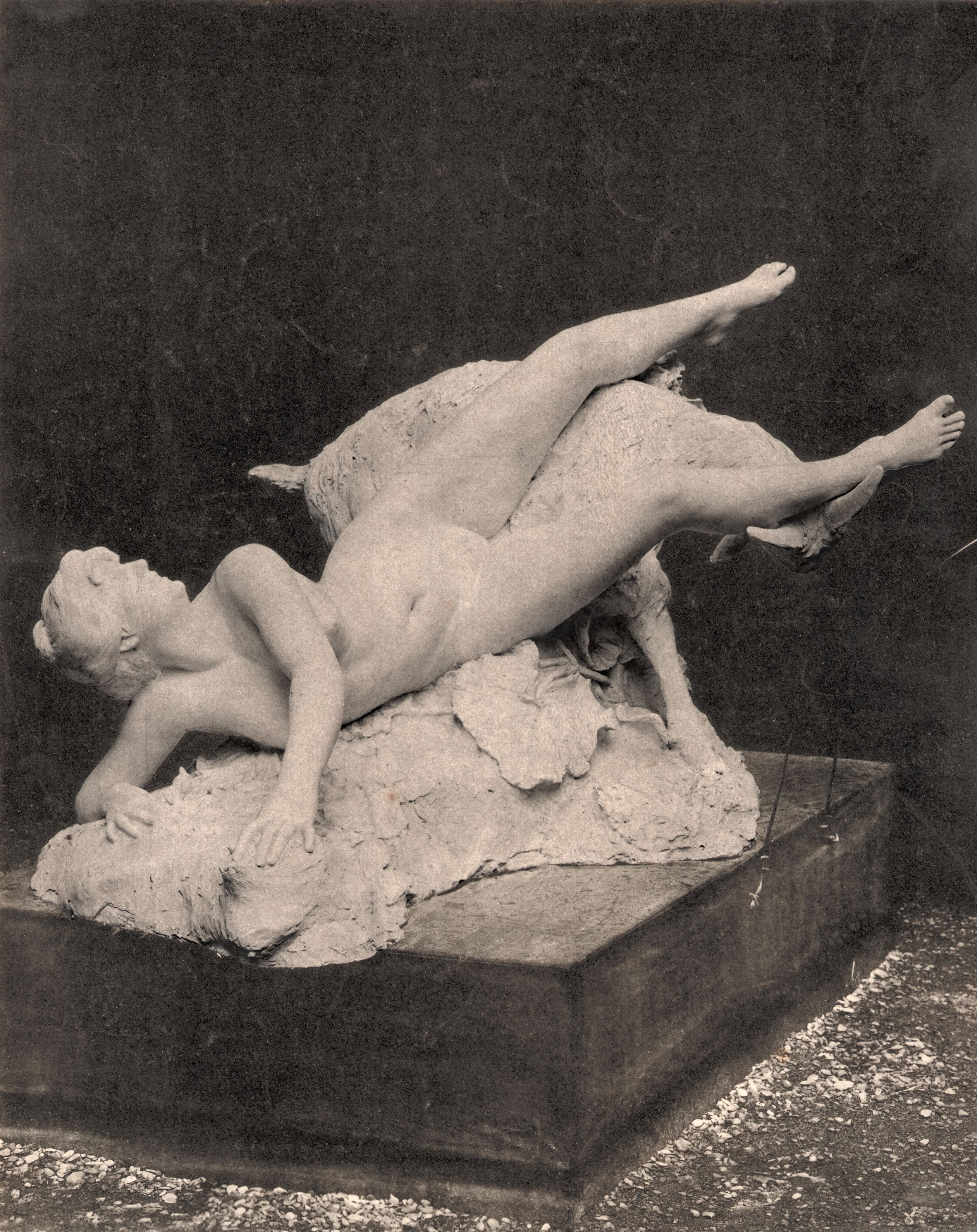
Satyre et bacchante (Salon de 1892), groupe en plâtre, œuvre disparue en 1910.
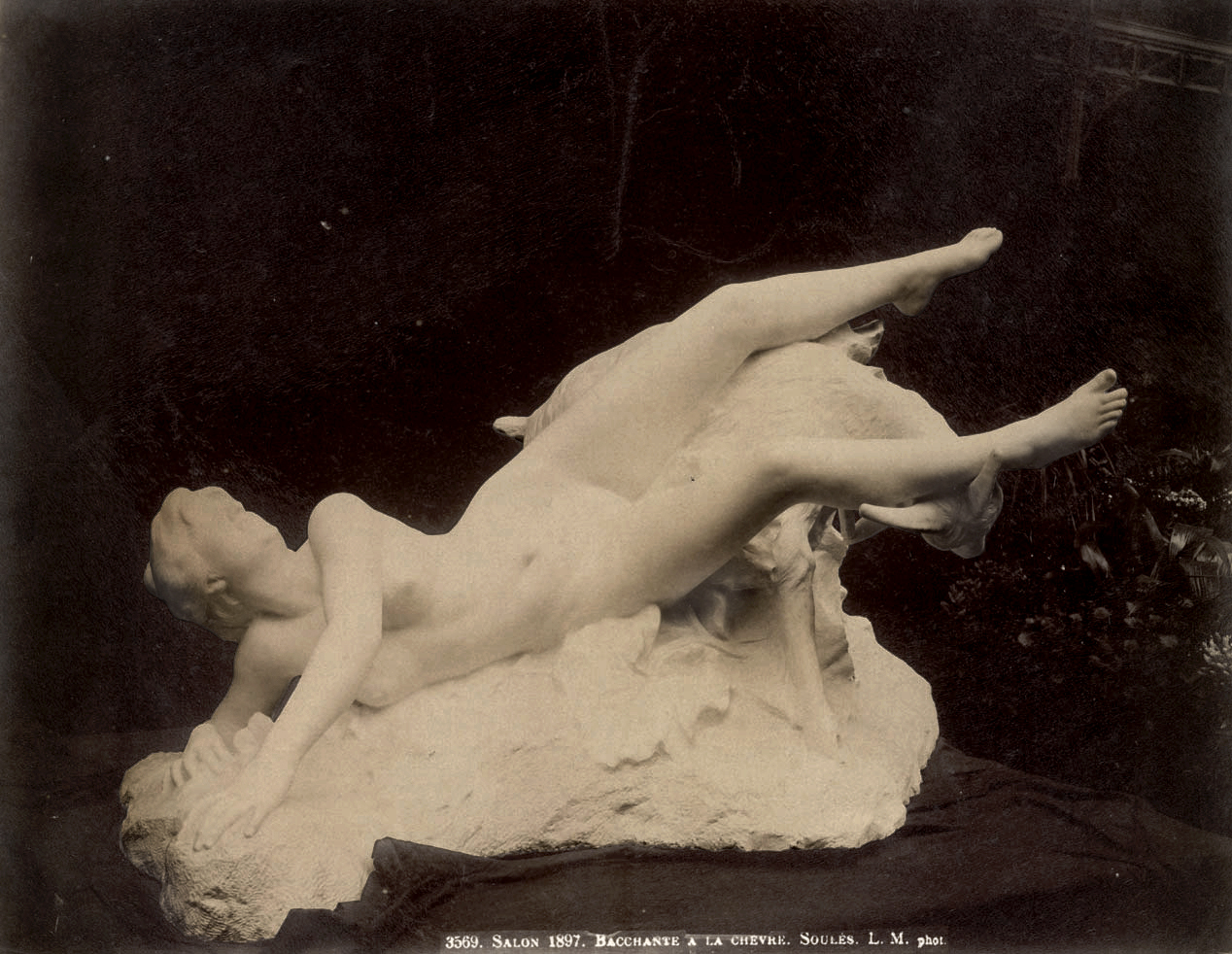
Bacchante à la chèvre (Salon de 1897), groupe en marbre dans son état original, musée des Beaux-Arts de Bordeaux.

## Expositions
- 1896 : Paris, Salon des artistes français, no 3848[3].
- 1897 : Paris, Salon des artistes français, no 3400[2].
- 1900 : Paris, Exposition décennale des beaux-arts de 1889 à 1900 de l'Exposition universelle de 1900, no 599.